# Rugby-Union-Südamerikameisterschaft 2020
Die Rugby-Union-Südamerikameisterschaft 2020 (spanisch Sudamericano de Rugby 2020) war die 42. Ausgabe der südamerikanischen Kontinentalmeisterschaft in der Sportart Rugby Union. Beteiligt waren vier Mannschaften, weshalb das Turnier auch Quatros Naciones genannt wurde. Dabei handelte es sich um vier Auswahlteams aus Argentinien, Brasilien, Chile und Uruguay, jedoch nicht um die offiziellen Nationalmannschaften. Sämtliche Spiele wurden in der uruguayischen Hauptstadt Montevideo ausgetragen. Grund dafür war vor allem auf die COVID-19-Pandemie, die den internationalen Reiseverkehr behinderte, sowie die im Vergleich zu anderen Ländern Südamerikas gute Pandemiebekämpfung der uruguayischen Regierung. Argentinien gewann den Titel zum 36. Mal.

## Tabelle
Für einen Sieg gab es vier Punkte, für ein Unentschieden zwei Punkte, bei einer Niederlage null Punkte. Einen Bonuspunkt gab es bei vier oder mehr erzielten Versuchen und bei einer Niederlage mit nicht mehr als sieben Spielpunkten Unterschied.
|    | Land           | Spiele | Siege | Unent. | Ndlg. | Spiel- punkte | Diff. | Bonus- punkte | Tabellen- punkte |
| -- | -------------- | ------ | ----- | ------ | ----- | ------------- | ----- | ------------- | ---------------- |
| 1. | Argentinien XV | 3      | 3     | 0      | 0     | 118:58        | + 60  | 2             | 14               |
| 2. | Chile XV       | 3      | 2     | 0      | 1     | 72:59         | + 13  | 1             | 9                |
| 3. | Uruguay XV     | 3      | 1     | 0      | 2     | 65:92         | − 27  | 1             | 5                |
| 4. | Brasilien XV   | 3      | 0     | 0      | 3     | 45:91         | − 46  | 0             | 0                |

## Ergebnisse
| 17. Oktober 2020 19:00 UTC−3 | Argentinien XV                                                                           | 25 : 24         | Chile XV                                                                        | Estadio Charrúa, Montevideo Schiedsrichter: Cauã Ricardo (Brasilien) |
| 17. Oktober 2020 19:00 UTC−3 | Versuche: Cubilla Oviedo Ruiz Erhöhungen: Elias Mare Straftritte: Castiglioni Pellandini | (12:18) Bericht | Versuche: Fernández Larenas Erhöhungen: Urroz Straftritte: Urroz (2) Videla (2) | Estadio Charrúa, Montevideo Schiedsrichter: Cauã Ricardo (Brasilien) |

| 17. Oktober 2020 18:45 UTC−3 | Uruguay XV                                                   | 25 : 17        | Brasilien XV                                                  | Estadio Charrúa, Montevideo Schiedsrichter: Damian Schneider (Argentinien) |
| 17. Oktober 2020 18:45 UTC−3 | Versuche: Pujadas Erhöhungen: Favaro Straftritte: Favaro (6) | (9:12) Bericht | Versuche: Rosetti Straftritte: Duque (2) Dropgoals: Duque (2) | Estadio Charrúa, Montevideo Schiedsrichter: Damian Schneider (Argentinien) |

| 21. Oktober 2020 17:00 UTC−3 | Argentinien XV                                                                            | 40 : 15         | Brasilien XV                                                        | Estadio Charrúa, Montevideo Schiedsrichter: Frank Mendez (Chile) |
| 21. Oktober 2020 17:00 UTC−3 | Versuche: Castiglioni (2) Osadczuk Ruiz (2) Strafversuch Erhöhungen: Castiglioni (3) Mare | (26:12) Bericht | Versuche: Massari Paganini Erhöhungen: Tranquez Straftritte: Reeves | Estadio Charrúa, Montevideo Schiedsrichter: Frank Mendez (Chile) |

| 21. Oktober 2020 19:45 UTC−3 | Uruguay XV                                                                              | 21 : 22         | Chile XV                                                                 | Estadio Charrúa, Montevideo Schiedsrichter: Jauri Rivero (Argentinien) |
| 21. Oktober 2020 19:45 UTC−3 | Versuche: Amaya Favaro Erhöhungen: Favaro Straftritte: Favaro (2) Dropgoals: Etcheverry | (16:17) Bericht | Versuche: Escobar Sigren Silva Erhöhungen: Videla (2) Straftritte: Urroz | Estadio Charrúa, Montevideo Schiedsrichter: Jauri Rivero (Argentinien) |

| 25. Oktober 2020 14:00 UTC−3 | Brasilien XV                                                 | 13 : 26         | Chile XV                                                                      | Estadio Charrúa, Montevideo Schiedsrichter: Francisco González (Uruguay) |
| 25. Oktober 2020 14:00 UTC−3 | Versuche: Arruda Erhöhungen: Duque Straftritte: Duque Reeves | (10:13) Bericht | Versuche: Larenas Sigren Erhöhungen: Videla (2) Straftritte: Urroz Videla (3) | Estadio Charrúa, Montevideo Schiedsrichter: Francisco González (Uruguay) |

| 25. Oktober 2020 16:45 UTC−3 | Uruguay XV                                                       | 19 : 53        | Argentinien XV                                                                                               | Estadio Charrúa, Montevideo Schiedsrichter: Damian Schneider (Argentinien) |
| 25. Oktober 2020 16:45 UTC−3 | Versuche: Iruleguy Lijtenstein Vilaseca Erhöhungen: Iruleguy (2) | (5:25) Bericht | Versuche: Bazán (2) Cancelliere Martínez Osadczuk Ruiz (2) Erhöhungen: Elias (5) Mare Straftritte: Elias (2) | Estadio Charrúa, Montevideo Schiedsrichter: Damian Schneider (Argentinien) |